# Weesen
Weesen es una comuna suiza del cantón de San Galo, ubicada en el distrito de See-Gaster. Limita al oeste y norte con la comuna de Schänis, al este con Amden y al sur con Glaris Norte (GL).

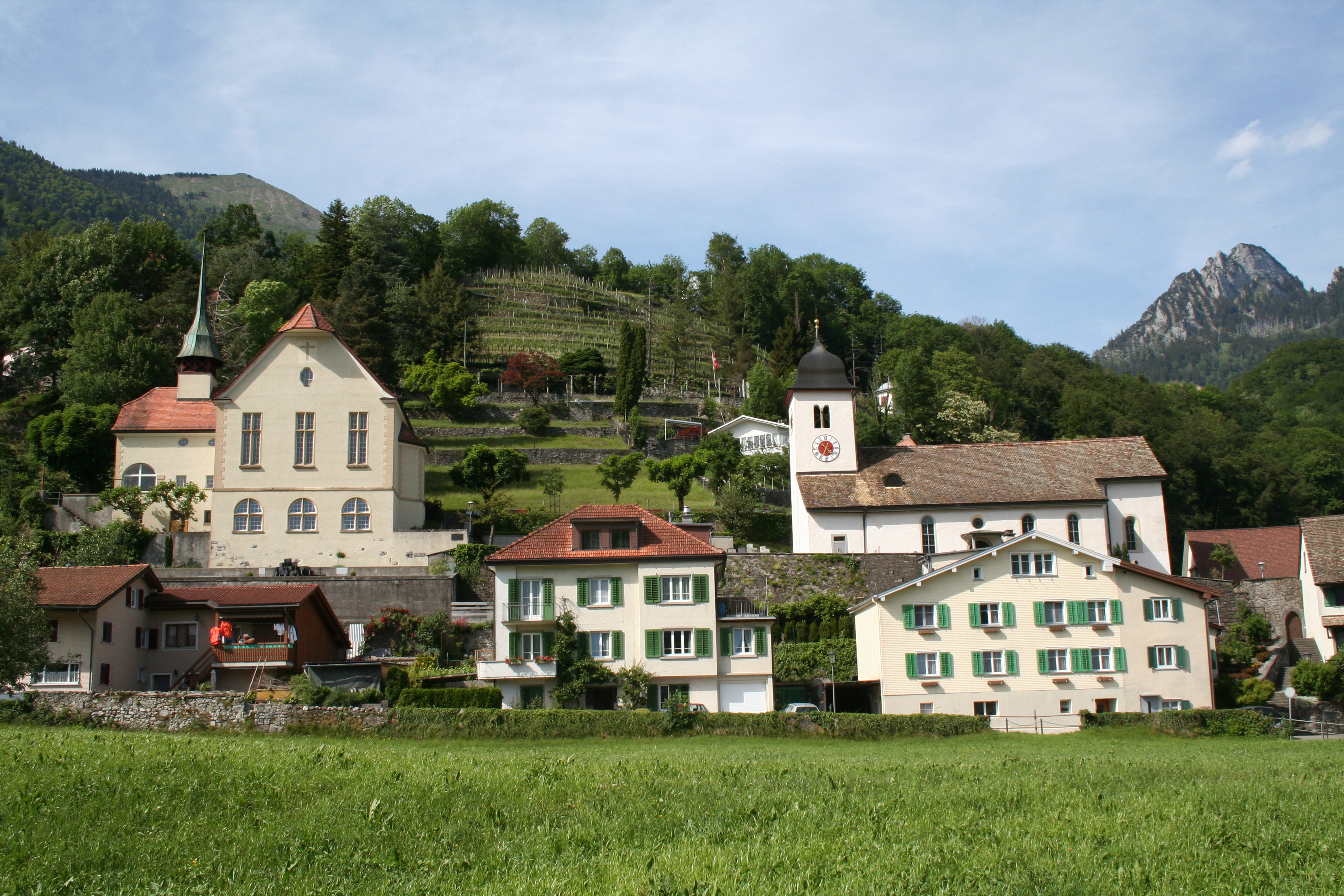
Iglesias de Weesen.

## Transportes
Ferrocarril
Cuenta con una estación ferroviaria en la que efectúan parada trenes regionales.